# Opera Pia
Die Opera Pia sind eine für Italien typische Hilfs- und/oder Wohltätigkeitseinrichtung mit der Aufgabe: „Hilfe für die Armen zu leisten, sei es im Gesundheitszustand oder bei Krankheit, um Bildung, Ausbildung, den Einstieg in einen Beruf, eine Kunst oder ein Handwerk zu ermöglichen oder auf andere Weise zur moralischen und wirtschaftlichen Verbesserung beizutragen“.

## Geschichte
Die Opere Pie wurden im Mittelalter in Italien gegründet und erlebten im 16. Jahrhundert große Verbreitung.
Im Vereinigten Italien gab es mit der Verabschiedung des Gesetzes Nr. 753 vom 3. August 1862 eine erste einheitliche Regelung für die Verwaltung dieser Körperschaften, die durch die entsprechende Durchführungsvorschrift im Königlichen Dekret Nr. 1007 vom 27. November 1862 ergänzt wurde. Diese Bestimmungen richteten in jeder Gemeinde des Königreichs eine Congregazione di Carità ein, die die Verwaltung der Gelder zugunsten der Armen und Opere Pie übernehmen sollte, und deren Verwaltung einem vom Gemeinderat gewählten oder kooptierten Vorstand anvertraut wurde.
Mit dem Gesetz vom 17. Juli 1890 (das so genannte „Crispi-Gesetz“) wurde auf eine Änderung der öffentlichen Bemühungen in der Frage der Hilfe für Bedürftige reagiert; es führte zu einer rechtlichen Definition, die in den nachfolgenden Gesetzen zu diesem Themengebiet weitgehend unverändert blieb. Die Opere Pie widersetzten sich Verstaatlichungsvorschlägen und Maßnahmen zur staatlichen Einmischung in ihr Vermögens- und Betriebsmanagement. Es gab auch eine Reaktion der Opere Pie Roms gegen einige Vorschläge von Crispi, die, wie sie behaupteten, die Religionsfreiheit beeinträchtigt hätten.
Zu Beginn des 20. Jahrhunderts unterlagen die Opere Pie nach dem Willen von Giovanni Giolitti, der das Gesetz vom 18. Juli 1904 anregte, der Koordinierung durch den „Consiglio superiore dell'assistenza e della beneficenza pubblica“.
Mit den den Lateranverträgen von 1929 beigefügten Verordnungen wurde vom Staat die Autonomie für Bruderschaften mit überwiegend religiösem Zweck anerkannt.

## Gesetze
- 17. Juli 1890, n. 6972
- 21. April 1896, n. 218
- 18. Juli 1904, n. 390
- 30. Dezember 1923, n. 2841 (Königliches Dekret)
- 3. Juni 1937, n. 847